# Plenodomus chelidonii
Plenodomus chelidonii är en svampart som beskrevs av Naumov 1926. Plenodomus chelidonii ingår i släktet Plenodomus och familjen Leptosphaeriaceae.   Inga underarter finns listade i Catalogue of Life.